# Május 30.
Május 30. az év 150. (szökőévben 151.) napja a Gergely-naptár szerint. Az évből még 215 nap van hátra.
Névnapok: Janka, Zsanett + Dezsér, Dezsider, Dezső, Ditta, Dzamilla, Dzsamila, Dzsenet, Dzsenna, Dzsenni, Félix, Ferdinánd, Ferdinanda, Fernanda, Fernandó, Hanna, Hannadóra, Hannaliza, Hannaróza, Jamina, Jana, Janina, Jenni, Jente, Johanna, Luna,  Nanda, Nandin, Nándor, Vaszília, Vazul, Vázsony

## Események
- 1416 - Prágai Jeromos cseh előreformátort máglyán égetik meg.
- 1635 - Prágában aláírják a harmincéves háború svéd szakaszát lezáró prágai békét
- 1849 – Ferenc József a lemondott Welden táborszernagy helyére Julius Jacob von Haynau táborszernagyot nevezi ki a Magyarországon harcoló császári és királyi haderők főparancsnokának.
- 1898 – Kossuth Lajos első egész alakos szobrát felavatják Miskolcon, az Erzsébet téren (Róna József alkotása).
- 1913 – aláírják az első Balkán-háborút lezárandó, a Balkán-félsziget országainak politikai státusának rendezésére a Londoni egyezményt
- 1919 – Megalakul az első szegedi ellenkormány gróf Károlyi Gyula vezetésével.
- 1942 – Köln éjjeli bombázásával kezdetüket veszik a Németország elleni angolszász légitámadások.
- 1954 – A Pajtás gőzhajó tragédiája Balatonfüreden, 23 utas életét veszti.

## Sportesemények
Formula–1
- 1965 –  monacói nagydíj, Monte Carlo - Győztes: Graham Hill  (BRM)
- 1976 –  monacói nagydíj, Monte Carlo - Győztes: Niki Lauda  (Ferrari)
- 1999 –  spanyol nagydíj, Barcelona - Győztes: Mika Häkkinen  (McLaren Mercedes)
- 2004 –  európai nagydíj, Nürburgring - Győztes: Michael Schumacher  (Ferrari)
- 2010 –  török nagydíj, Istanbul - Győztes: Lewis Hamilton  (McLaren Mercedes)

Indianapolisi 500
- 1950 –  Indianapolis 500, Indianapolis - Győztes: Johnnie Parsons  (Kurtis Kraft Offenhauser)
- 1951 –  Indianapolis 500, Indianapolis - Győztes: Lee Wallard  (Kurtis Kraft Offenhauser)
- 1952 –  Indianapolis 500, Indianapolis - Győztes: Troy Ruttman  (Kuzma Offenhauser)
- 1953 –  Indianapolis 500, Indianapolis - Győztes: Bill Vukovich  (Kurtis Kraft Offenhauser)
- 1955 –  Indianapolis 500, Indianapolis - Győztes: Bob Sweikert  (Kurtis Kraft Offenhauser)
- 1956 –  Indianapolis 500, Indianapolis - Győztes: Pat Flaherty  (Watson Offenhauser)
- 1957 –  Indianapolis 500, Indianapolis - Győztes: Sam Hanks  (Epperly Offenhauser)
- 1958 –  Indianapolis 500, Indianapolis - Győztes: Jimmy Bryan  (Epperly Offenhauser)
- 1959 –  Indianapolis 500, Indianapolis - Győztes: Rodger Ward  (Watson Offenhauser)
- 1960 –  Indianapolis 500, Indianapolis - Győztes: Jim Rathmann  (Watson Offenhauser)

## Születések
- 1423 – Georg Peurbach osztrák matematikus († 1461)
- 1775 – Kopácsy József, hercegprímás, esztergomi érsek († 1847)
- 1786 – Fáy András magyar író, politikus († 1864)
- 1800 – Karl Wilhelm Feuerbach amatőr matematikus, tanár, a Feuerbach-körről szóló híres tétel bizonyítója († 1834)
- 1814 – Eugène Charles Catalan belga matematikus, a Catalan-számok és a Catalan-sejtés névadója († 1894)
- 1814 – Mihail Alekszandrovics Bakunyin orosz anarchista forradalmár († 1876)
- 1849 – Fabinyi Rudolf magyar vegyész, tudományszervező († 1920)
- 1871 – Dáni Nándor olimpiai második helyezett atléta († 1949)
- 1875 – Entz Géza zoológus, egyetemi tanár, akadémikus († 1943)
- 1893 – Arányi Jelly magyar hegedűművésznő († 1966)
- 1900 – Adorján József gazdálkodó, kisgazda politikus, országgyűlési képviselő († 1975)
- 1906 – Donáth Lili magyar színésznő († 1971)
- 1908 – Hannes Olof Gösta Alfvén Nobel-díjas svéd plazmafizikus († 1995)
- 1909 – Benny Goodman amerikai klarinétművész, zenekarvezető († 1986)
- 1912 – Julius Axelrod Nobel-díjas (1970) amerikai biokémikus és farmakológus († 2004)
- 1912 – Hugh Griffith walesi színész († 1980)
- 1922 – Roy Newman amerikai autóversenyző († 1970)
- 1923 – Jeney László kétszeres olimpiai bajnok magyar vízilabdázó († 2006)
- 1926 – Chuck Arnold amerikai autóversenyző († 1997)
- 1928 – Agnès Varda francia filmrendező († 2019)
- 1929 – Doina Cornea román költőnő, ellenzéki személyiség († 2018)
- 1930 – Rab Edit magyar színésznő, előadóművész († 2015)
- 1934 – Alekszej Leonov szovjet űrhajós († 2019)
- 1939 – Dieter Quester osztrák autóversenyző
- 1952 – Kocsis Zoltán kétszeres Kossuth-díjas magyar zongoraművész, karmester  († 2016)
- 1953 – Colm Meaney ír színész
- 1957 – Bíró Ica magyar fitneszszakértő, modell, énekesnő
- 1958 – Marie Fredriksson svéd énekesnő, a Roxette együttes énekesnője († 2019)
- 1964 – Andrea Montermini olasz autóversenyző
- 1968 – Bodor Böbe magyar színésznő, rendező
- 1977 – Rachael Stirling brit színésznő
- 1980 – Steven Gerrard angol labdarúgó
- 1981 – Blake Bashoff amerikai színész
- 1981 – Gianmaria Bruni (Gimmi Bruni) olasz autóversenyző
- 1985 – Csizmadia Csaba magyar labdarúgó
- 1986 – Csontos Zoltán magyar labdarúgó
- 1988 – Tóth Júlia Éva magyar író
- 1990 – Dara Eszter magyar Európa-bajnok úszónő
- 1991 – Zoltán Áron magyar színész
- 1998 – Sarah Bonnici, máltai énekesnő

## Halálozások
- 1252 – III. Ferdinánd kasztíliai király (* 1199)
- 1431 – Jeanne d’Arc máglyahalála[1]  (* 1412)
- 1574 – IX. Károly francia király[2] (* 1550)
- 1593 – Christopher Marlowe (* 1564)
- 1594 – Balassi Bálint magyar költő, végvári katona (* 1554)
- 1640 – Peter Paul Rubens németalföldi festőművész (* 1577)
- 1744 – Alexander Pope angol költő, az angol nyelv harmadik legidézettebb írója Shakespeare és Tennyson után (* 1688)
- 1778 – Voltaire (er. François Marie Arouet) francia író, filozófus (* 1694)
- 1861 – Mihail Dmitrijevics Gorcsakov herceg, orosz cári tábornok, az orosz-török háborúk és a krími háború hadvezére (* 1793)
- 1876 – Josef Kriehuber osztrák festőművész, litográfus (* 1800)
- 1892
  - Keleti Károly magyar közgazdász, statisztikus, iparpolitikus (* 1833)
  - Lebstück Mária 1848-as honvédtiszt (* 1830)
- 1912 – Wilbur Wright amerikai pilóta, aki fivérével 1903-ban végrehajtotta az első sikeres motoros repülést (* 1867)
- 1914 – Juhász Árpád magyar festőművész (* 1863)
- 1948 – Klekl József magyarországi szlovén politikus, Szlovenszka krajina megvalósítását célzó tervezet készítője (* 1874)
- 1953 – Carl Scarborough amerikai autóversenyző (* 1914)
- 1955 – Bill Vukovich (William Vucerovich) amerikai autóversenyző (* 1918)
- 1957 – Piero Carini olasz autóversenyző (* 1921)
- 1958 – Pat O'Connor (Patrick O'Connor) amerikai autóversenyző (* 1928)
- 1960 – Borisz Leonyidovics Paszternak Nobel-díjas orosz író (* 1890)
- 1961 – Zimmer Ferenc magyar újságíró, szerkesztő (* 1885)
- 1964
  - Eddie Sachs (Edward Sachs) amerikai autóversenyző (* 1927)
  - Szilárd Leó emigráns magyar fizikus, biofizikus, atomtudós (* 1898)
- 1966
  - Chuck Rodee (Charles Rodeghier) amerikai autóversenyző (* 1927)
  - Wäinö Aaltonen finn szobrász, festő (* 1894)
  - vitéz gróf Hunyady Ferenc földbirtokos, író, sportvezető, országgyűlési képviselő (* 1895)
- 1967
  - Claude Rains angol színész (* 1889)
  - Dékány András magyar ifjúsági író (* 1903)
- 1969 – Benedek Marcell magyar író, műfordító (* 1885)
- 1976 – Elmer George amerikai autóversenyző (* 1928)
- 1984 – Deme Gábor Balázs Béla-díjas magyar dramaturg, színész (* 1934)
- 1985 – Lipták Gábor magyar író, újságíró, kultúrtörténész (* 1912)
- 1990 – Lengyel Gyula magyar karikaturista, grafikusművész (* 1943)
- 1991 – Bánky Róbert magyar színész, bábművész (* 1930)
- 1995 – Szivler József magyar színész, rendező, a Pécsi Nemzeti Színház örökös tagja (* 1923)
- 1997
  - Barényi Béla magyar származású osztrák mérnök, feltaláló (* 1907)
  - Nuszrat Fateh Ali Khan pakisztáni zenész, énekes, a qawwali zene művésze (* 1948)
- 2008 – Borisz Anfijanovics Sahlin ukrán tornász (* 1932)

## Nemzetközi ünnep
- A sclerosis multiplex világnapja.[3]

## Nemzeti ünnepek, évfordulók, események
- Csaba királyfi ünnepe (katonai ünnep 1944-ig).
- A Szent Jobb megtalálásának ünnepe (miután a török időkben 200 évre nyoma veszett).